# (469750) 2005 PU21
(469750) 2005 PU21, também escrito como (469750) 2005 PU21, é um corpo menor que está localizado no disco disperso, uma região do Sistema Solar. Ele possui uma magnitude absoluta de 6,3 e tem um diâmetro estimado de cerca de 146 km.

## Descoberta
(469750) 2005 PU21 foi descoberto no dia 9 de agosto de 2005.

## Órbita
A órbita de (469750) 2005 PU21 tem uma excentricidade de 0,830 e possui um semieixo maior de 172 UA. O seu periélio leva o mesmo a uma distância de 29,199 UA em relação ao Sol e seu afélio a 315 UA.